# Sutivan
Sutivan és un poble de Croàcia situat al comtat de Split-Dalmàcia, es troba a l'illa de Brač.